# Tacubaya (métro de Mexico)
Tacubaya est une station de correspondance entre les lignes 1, 7 et 9 du métro de Mexico. Elle est à l'ouest du terminal de celle-ci. Elle est située à l'ouest de Mexico, dans la délégations Miguel Hidalgo.

## La station

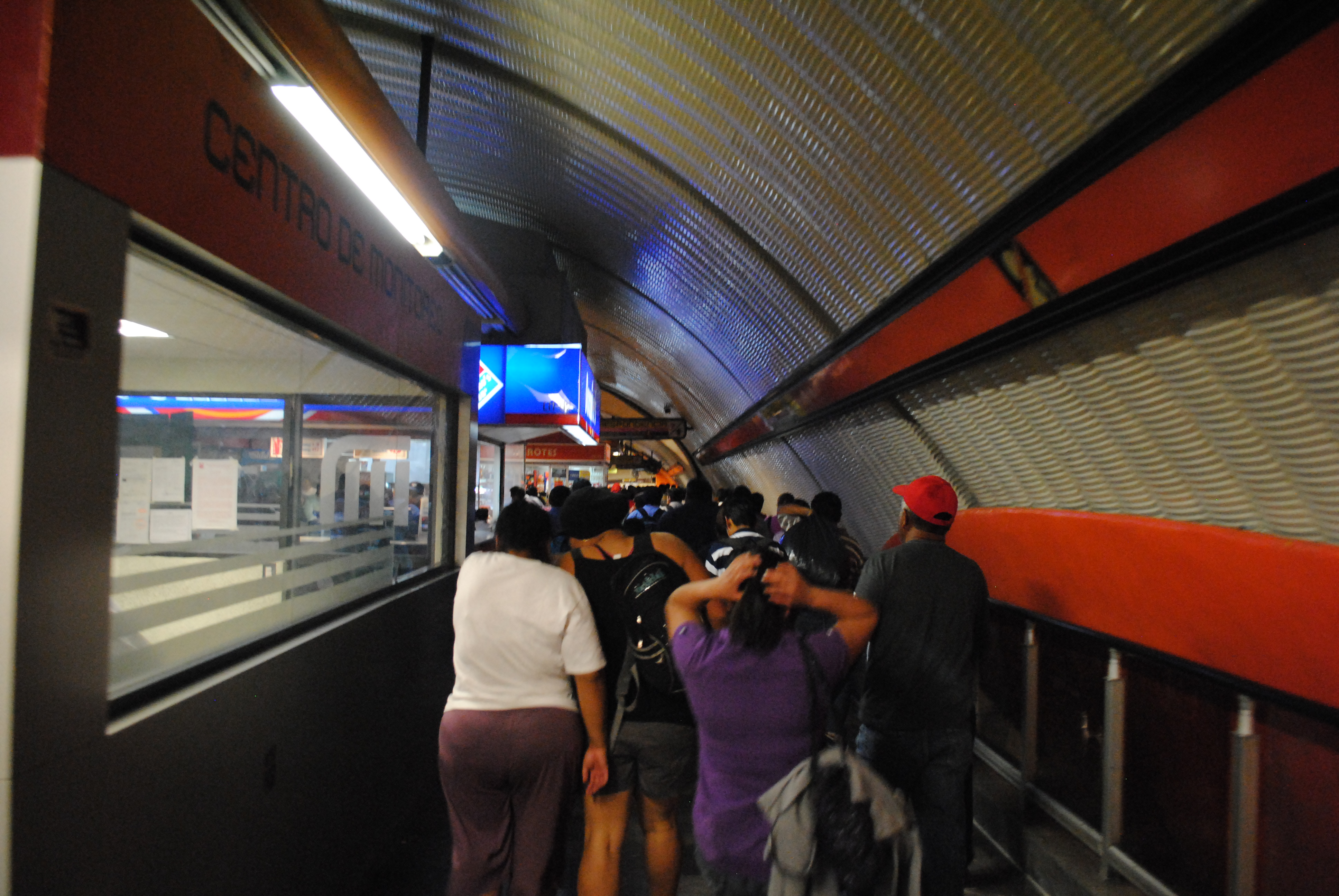
Tunnel de transfert entre les lignes.

Le symbole représente la silhouette d'une cruche à eau en référence au nom Tacubaya en nahuatl qui signifie endroit où l'eau se rassemble et qui se réfère à la ville préhispanique fondée sur le même terrain.
La station a servi de terminus de la ligne 1 de septembre 1970 à son extension, en juin 1972, jusqu'à Observatorio; parallèlement, elle fut le terminus de la ligne 7 d'août à décembre 1985, où elle fut étendue à Barranca del Muerto dans sa partie sud. Depuis 1988, c'est le terminal provisoire de la ligne 9.